# Phyllis Satterthwaite

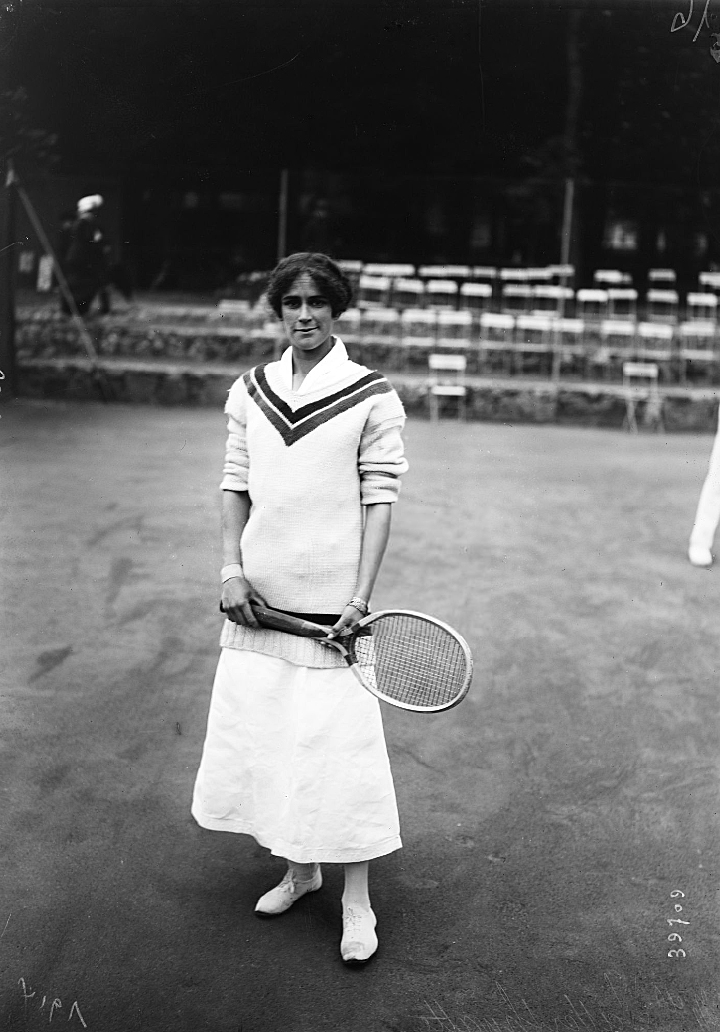
Phyllis Satterthwaite (1914)

Phyllis Helen Satterthwaite (* 26. Januar 1886 in Kensington, London als Phyllis Carr; † 20. Januar 1962 in Westminster, London) war eine britische Tennisspielerin.

## Werdegang
Phyllis Carr heiratete am 13. April 1912 C. R. Satterthwaite. Im selben Jahr nahm sie zum ersten Mal an den Wimbledon Championships teil. 1919 erreichte sie dort das Finale des All-Comers-Wettbewerbs, unterlag allerdings Suzanne Lenglen. Zwei Jahre später konnte sie dort erneut ins All-Comers-Finale einziehen, sie musste sich diesmal Elizabeth Ryan geschlagen geben.
Im April 1923 ließ sie sich von ihrem Mann scheiden und verbrachte danach den größten Teil des Jahres an der französischen Riviera, in Cannes und in Monte Carlo.
1924 nahm sie an den Olympischen Spielen in Paris teil und erreichte die dritte Runde im Einzelwettbewerb. Dort unterlag sie Helen Wills in zwei Sätzen.
Satterthwaite war eine auf Sicherheit bedachte Tennisspielerin, die in erster Linie versuchte, den Ball ins Feld zurückzuspielen. Dies gipfelte 1930 bei einem Turnier im italienischen Bordighera darin, dass der Ballwechsel bei Matchball gegen Lucia Valerio über 400 Schläge und fast 20 Minuten dauerte. Satterthwaite gewann den Ballwechsel und damit das Match.
Satterthwaite gab 1924 auch ein Buch über Damentennis heraus; daneben verfasste sie Artikel in Sportzeitschriften. Zuletzt nahm sie 1934 am Einzel der Wimbledon Championships teil.
Satterthwaite starb 1962 im Alter von 72 Jahren im Londoner Stadtteil Westminster.

## Werke
- Lawn Tennis For Women. Renwick of Otley, London 1924.